# Torbjørn Kjerrgård
Torbjørn Kjerrgård (Bergen, 11 de abril de 1983) é um futebolista norueguês. Atualmente joga em times da segunda divisão da Holanda. Joga na defesa e sua posição é a lateral esquerda.
Iniciou a carreira no Vestsiden Askøy IL. Como profissional jogou no Nest-Sotra Fotball (2002-2003), no Sportsklubben Brann (2002), Askøy FK (por empréstimo, 2004), TIL Hovding (2005), Vestsiden Askøy (2006), Askøy FK (2007-2008), retornando ao Vestsiden Askøy em 2009.